# ساشا وویاچیچ
ساشا وویاچیچ (سیریلیک صربی: Саша Вујачић، زاده ۸ مارس ۱۹۸۴) بازیکن بسکتبال اهل اسلوونی است. وی سابقه بازی در تیم‌هایی همچون لس آنجلس لیکرز، بروکلین نتس، افس پیلسن و نیویورک نیکس را در کارنامه دارد.